# Carl Joseph Meade
Carl Joseph Meade (Rantoul, Illinois, 1950. november 16.–) amerikai űrhajós, ezredes.

## Életpálya
1973-ban a Texasi Egyetemen kitüntetéssel végzett villamosmérnökként. 1975-ben fejezte be a California Institute of Technology mesterképzését. 1977-ben kapott repülőgép vezetői jogosítványt. Szolgálati repülőgépe az RF–4C volt. Tesztpilóta kiképzésben részesült. Az F–5E, RF–5E és F–20 repülőgépek különböző változatait tesztelte, repülőgép vezetést oktatott. Több mint 4800 órát töltött a levegőben (repülő, űrrepülő), több mint 27 különböző repülőgép tesztelését végezte.
1985. június 4-től a Lyndon B. Johnson Űrközpontban részesült űrhajóskiképzésben. Kiképzett űrhajósként az űrhajózási Hivatal megbízásából a Space Shuttle tesztelésében vett rész, az űrhajó fő motorjának gyártójával végzett kapcsolattartás. Három űrszolgálata alatt összesen 29 napot, 16 órát és 14 percet (712 óra) töltött a világűrben. Űrhajós pályafutását 1996. február 29-én fejezte be. A Lockheed Martin által építő X–33 kísérleti űrrepülőgép tanácsadója.

## Űrrepülések
- STS–38,  az Atlantis űrrepülőgép 7. repülésének küldetés specialistája. Első űrszolgálata alatt összesen 4 napot, 21 órát, 54 percet és 27 másodpercet töltött a világűrben. 3 267 000 kilométert (2 045 056 mérföldet) repült, 79 alkalommal kerülte meg a Földet.
- STS–50, a Columbia űrrepülőgép 12. repülésének küldetés specialistája. A Spacelab (USML–1) mikrogravitációs laboratóriumban 31 féle kutatási, kísérleti és anyag előállítási munkálatokat végeztek. Második űrszolgálata alatt összesen 13 napot, 19 órát és 30 percet (331 óra) töltött a világűrben. 9 200 000 kilométert (5 700 000 mérföldet) repült, 221 kerülte meg a Földet.
- STS–64, a Discovery űrrepülőgép 19. repülésének küldetés specialistája. Kettő űrséta (kutatás, szerelés) alatt, 10 óra 30 percen keresztül gyakorolta a kábeles biztosítóval ellátott mozgásokat, munkaműveleteket. Harmadik űrszolgálata alatt összesen 10 napot, 22 órát és 49 percet (263 óra) töltött a világűrben. 7 242 048 kilométert (4 500 000 mérföldet) repült, 176 kerülte meg a Földet.